# Közönséges övesbagoly
A közönséges övesbagoly (Catocala elocata) a rovarok (Insecta) osztályának a lepkék (Lepidoptera) rendjéhez, ezen belül a bagolylepkefélék (Noctuidae) családjához tartozó faj.

## Elterjedése
Vizes élőhelyeken, árterületeken, folyó vizek partján lévő sűrű növényzetben és nedves kertekben Európában.

## Megjelenése
- lepke: szárnyfesztávolsága 80–90 mm. Az első szárnyak barnásak elmosódott rajzolattal. A hátsó szárnyak élénkvörösek, de kissé halványabb, mint a Piros övesbagolyé (Catocala nupta), és széles, kicsit hullámos, fekete sávokkal díszítettek.

## Életmódja
- nemzedék: egy nemzedéke van évente, júliustól októberig rajzik. A peték telelnek át.
- tápnövénye: a különböző nyárfa (Populus) fajok  leveleivel táplálkozik

## Fordítás
- Ez a szócikk részben vagy egészben  a   Pappelkarmin című német Wikipédia-szócikk fordításán alapul.  Az eredeti cikk szerkesztőit annak laptörténete sorolja fel. Ez a jelzés csupán a megfogalmazás eredetét és a szerzői jogokat jelzi, nem szolgál a cikkben szereplő információk forrásmegjelöléseként.